# سفيري هارتمان
سفيري هارتمان (بالنرويجية البوكمول: Sverre Hartmann)‏ هو قانوني ومؤرخ نرويجي، ولد في 2 مايو 1917، وتوفي في 22 سبتمبر 2003.